# Adexius
Adexius är ett släkte av skalbaggar. Adexius ingår i familjen vivlar.
Kladogram enligt Catalogue of Life:
| Adexius | \| \| Adexius corcyreus \| \| \| \| \| \| Adexius rotundipennis \| \| \| \| \| \| Adexius rudis \| \| \| \| \| \| Adexius scrobipennis \| \| \| \| |
|         | \| \| Adexius corcyreus \| \| \| \| \| \| Adexius rotundipennis \| \| \| \| \| \| Adexius rudis \| \| \| \| \| \| Adexius scrobipennis \| \| \| \| |
|         | Adexius corcyreus |
|         | |
|         | Adexius rotundipennis |
|         | |
|         | Adexius rudis |
|         | |
|         | Adexius scrobipennis |
|         | |